# Искандар Икромович Усмонов
Искандар Икромович Усмонов (род. 6 июля 1971 года, Канибадам, Таджикская ССР) — советский и российский продюсер, кинорежиссёр, сценарист. Генеральный директор ООО «Мактуб фильм продакшн». Руководитель Экспериментальной Школы Детского Кино в городе Душанбе. Тренер Центрально-азиатской сценарной лаборатории.

## Биография
Член Союза кинематографистов Республики Таджикистан, почетный член Союза кинематографистов Кыргызстана, член Союза журналистов Республики Таджикистан, член Международной конфедерации Союзов кинематографистов и журналистов стран СНГ и Балтии. Отличник культуры Республики Таджикистан.
В 1993 году окончил Таджикский Государственный Университет, факультет русской филологии, а также в 2003 году летнюю школу журналистики в Кальмаре (Швеция). В 2005 году специальную школу PR и рекламы при Санкт-Петербургском Государственном университете (Россия), курсы по режиссуре игрового кино при Союзе кинематографистов Республики Таджикистан (мастерская Анвара Тураева), в 2008 году был участником Первой международной киношколы при Международной конфедерации союзов кинематографистов стран СНГ и Балтии, (Россия, Москва).
И. Усмонов слушатель медиа курсов штаб-квартиры ПРООН в Нью-Йорке (США), а также Internews Network (Кыргызстан, Казахстан, Таджикистан) и Международного Красного Креста (Узбекистан). В 2011 году он с отличием окончил Азиатскую Академию кино в городе Пусане, (Южная Корея) по режиссуре и производству художественного кино (мастерская Кшиштофа Занусси).

## Трудовая деятельность
Искандар Усмонов начал трудовую деятельность как внештатный корреспондент и ведущий русскоязычных программ «Радио Таджикистана» в 1988 году. После окончания ТГУ с 1993—1998 года работал в качестве редактора и выпускающего режиссёра русскоязычных программ ТВ «Анис», город Канибадам; с 1998—2001 года, ведущий и редактор телепрограммы «Вместе», МТРК «МИР» телеканала ОРТ, город Москва; с 2001—2002 года, продюсер, ведущий радио и телепрограмм продюсерского центра МТРК «МИР», город Москва, Россия; с 2002—2003 года журналист и выпускающий редактор информационного агентства «Вароруд», город Худжанд; с 2003—2005 года руководитель службы информации Общества Красного Полумесяца Таджикистана, город Душанбе; с 2005 по 2012 года работал в качестве Специалиста по связям с общественностью и со СМИ в Международной финансовой корпорации (IFC) группа Всемирного Банка, а также как старший советник по вопросам PR Программы Развития ООН (UNDP) в Республике Таджикистан. Искандар Усмонов, с начала 2009 года работал в качестве сопродюсера и режиссёра в производстве документальных фильмов с местными студиями, а также телеканалами Sky — News (Великобритания), Russia Today (Россия), Аль — Васила (Иордания), франко-немецкого телевизионного канала ARTE (Франция) и других международных телеканалов.

## Фильмография
- Документальный фильм «Долг совести» — автор сценария и режиссёр, 1996, ТВ Анис, Таджикистан;
- Документальный фильм «Жизнь сопредельного государства: Турция» — автор сценария и режиссёр, 1999, Телеканал ОРТ, Россия;
- Документальный фильм «Моя страна» — со-продюсер и режиссёр, 2006, продакшен студия «Аль -Васила», Иордания;
- Художественный фильм «Харом и халол» — автор сценария и режиссёр, 2007, — Диплом Международной конфедерации Союза кинематографистов стран СНГ и Балтии (Россия), 2008 год, приз Иранского центра по экспериментальному и документальному кино (DEFC) на МКФ «Дидор», (Таджикистан) 2009 год;
- Документальный фильм «Проверка» — автор сценария и режиссёр, 2009, по заказу Всемирного Банка — IFC, продакшен студия «АртЭрия»;
- Документальный фильм «Хлопок» — автор сценария и режиссёр, 2010, по заказу WB — IFC, продакшен студия «АртЭрия»;
- Художественный фильм «То-то» — автор сценария, режиссёр и продюсер 2010, Фонд СОРОСА, Таджикистан, ООО «Мехрубон-Эджодкор»;
- Документальный фильм «Страны СНГ», сопродюсер, 2010, Телеканал Sky News (Великобритания);
- Документальный фильм "", сопродюсер, 2010, Телеканал Russia today (Россия);
- Документальный фильм «Счастливый» — автор сценария и режиссёр, 2011, По заказу телеканала АРТЕ (Франция), Продакшен студии «Alegria» (Франция и «Авантис Промо» (Латвия);
- Художественный фильм «Телеграмма» — автор сценария, режиссёр и продюсер, 2012, — Приз за лучшую режиссёрскую работу, II-ой Ханойский международный кинофестиваль (Вьетнам);
- Документальный фильм «Таджикистан и Афганистан: новые пути сотрудничества» — автор сценария и режиссёр, 2012, по заказу ПРООН, Таджикистан, продакшен студия «АртЭрия»;
- Документальный фильм «Судьба» — автор сценария и режиссёр, 2013, продакшен студия «АртЭрия», в честь 20- летия деятельности УВКБ ООН в Таджикистане;
- Документальный фильм «Тропа развития», автор сценария и режиссёр, 2013, по заказу министерства экономического развития и торговли Таджикистана;
- Документальный фильм «Мастерство откроет двери», автор сценария и режиссёр, 2013, по заказу Министерства труда и социальной защиты Таджикистана;
- Документальный фильм «Лизинг», автор сценария и режиссёр, 2013, по заказу Всемирного Банка — IFC;
- Документальный фильм «Человек дороги», автор сценария и режиссёр, 2014 год, по заказу IRS;
- Документальный фильм «Пусть будет свет», автор сценария и режиссёр, 2014, по заказу ПРООН;
- Документальный фильм «Папа Алаев, король мира и его семья», сопродюсер и режиссёр, 2015, Израиль, Франция, Таджикистан;
- Документальный фильм «День матери», автор сценария и режиссёр, 2018 год;
- Художественный фильм «На границе», автор сценария, киностудия «Кыргызфильм», 2019. Приз за лучший сценарий на Международном кинофестивале «Умут», Приз за лучший короткометражный фильм «Арт-Кино», Россия, Москва, 2020, Приз за лучший азиатский фильм Международный кинофестиваль короткометражных фильмов, Лондон, Великобритания, 2020, Приз за лучший сценарий короткометражного фильма на Международном кинофестивале «Сопротивление», Тегеран, Иран, 2020.
- Документальный фильм «Токсичное наследие», Медиа холдинг «Вечерка», 2023.
- Художественный фильм «Гахвора. Возвращение», Франция, Таджикистан, Казахстан — в стадии разработки. Победитель кино-маркетов и питчингов в Бишкеке, 2024 , Гонконг 2025.